# Jepara (huyện)
Jepara là một huyện (tiếng Indonesia: kabupaten) ở đông bắc của tỉnh Trung Java tại Indonesia. Huyện lị là Jepara. Tên gọi Jepara xuất phát từ Ujung Para, Ujung Mara và Jumpara sau đó trở thành Jepara, nghĩa là khu định cư nơi mà các thương nhân buôn bán giữa các khu vực khác nhau. Theo một nhà văn có tên tuổi người Bồ Đào Nha là Tomé Pires in his Suma Oriental ", một Jepara được biết đến vào thế kỷ XV (1470) là một cảng giao thương nhỏ. Dân số của huyện hầu như toàn bộ là người Java và trên 95% là tín đồ Hồi giáo.